# 董越 (明朝)
董越（1430年—1502年），字尚矩，號圭峰，江西宁都人。明朝政治人物，探花及第。官至南京工部尚書，諡文僖，葬寧都河東山。

## 生平
天順三年（1459年）舉己卯科江西鄉試。成化五年（1469年），登一甲第三名進士（探花），授翰林院編修。成化十一年、十四年兩次奉旨出任科舉主考官，選中王鏊、梁储等一代名臣。成化十八年，升翰林院侍讀，直經筵，為孝宗講學九年。孝宗即位后，董越升右庶子兼侍讲，奉命出使朝鮮，并撰写《朝鲜赋》。
弘治四年，参与纂修《宪宗实录》成，升太常寺少卿，兼侍讲学士，充日讲官。不久，升爲南京禮部右侍郎、南京工部尚書。
弘治十五年去世，贈太子少保，谥文僖。

## 著作
著有《朝鲜杂志》、《使东日录》等。

## 家族
有子董天錫。